# Cribrinopsis crassa
Cribrinopsis crassa är en havsanemonart som förekommer i Medelhavet, där den är särskilt vanlig i västra Medelhavet och Adriatiska havet. Den lever på hårda bottnar och förekommer på ett djup av 3–100 meter (mest vanlig på 5–10 meters djup). Den är vanligen grönaktig med lila tentakelspetsar, men kan också vara blåaktig med lila tentakelspetsar. Munskivan kan bli upp till 7,5 cm i diameter och fotskivan 5,5 cm. Höjden på polypen är cirka 5 cm.
Cribrinopsis crassa ingår i släktet Cribrinopsis och familjen Actiniidae. Arten beskrevs vetenskapligt först av Angelo Andres 1881,  en italiensk zoolog som 1899–1926 var direktör för naturhistoriska museet i Parma (Museo di Storia Naturale).

## Kännetecken
Denna havsanemon blir cirka 5 cm hög. Munskivan kan ha en diameter på upp till 7,5 cm och fotskivan 5,5 cm. Färgen är grönaktig med lila tentakelspetsar, eller blåaktig med lila tentakelspetsar. Den gröna färgen som är fluorescerande beror på närvaron av zooxanteller. Tentaklerna är cirka 5 cm långa och tjocka med rundad spets, och det engelska trivialnamnet för arten är "Fat anemone". Tentaklerna har en ljus ring runt sin nedre tredjedel. Arter har 96 tentakler ordnade i 5 kretsar. Polypens yttre kroppsvägg är blekgul med 48 rader av rödaktiga vårtor omgivna av en ring av mer intensiv gul färg. Detta syns bara om anemonens tentakler är indragna.

## Utbredning
Arten ses som endemisk för Medelhavet. Den är särskilt vanlig i västra Medelhavet och Adriatiska havet, men finns även i Egeiska havet, så långt österut som till Svarta havet.

## Ekologi
C. crassa lever typisk fastsittande på hårda underlag, som klippor, stenar och rester av snäckskal. Den förekommer också i sjögräsängar med Posidonia oceanica. Arten föredrar lugna, inte alltför ljusa närmiljöer och sitter till exempel ofta i sprickor, steniga hålor eller under stenar. Djupintervallet för arten är 3–100 meter, men den är mer vanlig på grundare vatten än i djupa, som på 5–10 meters djup eller ned till cirka 50 meter.
Anemonen är nattaktiv och rovlevande och fångar byten med hjälp av nässelcellerna på tentaklerna. C. crassa kan vara värd för räkor som Periclimenes aegylios och Periclimenes amethysteus, som kan bo i anemonen.
C. crassa reproducerar sig både sexuellt (genom att producera ägg och spermier) och asexuellt (genom delning). Könen är åtskilda och befruktningen sker i vattnet. Befruktade ägg utvecklas till fritt simmande larver, så kallade planulalarver, som fäster sig vid ett underlag och blir anemoner. Reproduktion sker under vintermånaderna, när temperaturen i havet är som lägst.